# Membrana esofàgica
Les membranes esofàgiques són membranes primes que es troben a qualsevol part de l'esòfag.

## Presentació
Els seus principals símptomes són dolor i dificultat per a empassar (disfàgia).

## Causes
S'observen principalment en la síndrome de Plummer-Vinson, que s'associa amb l'anèmia ferropènica crònica. Un de cada 10 pacients amb síndrome de Plummer-Vinson eventualment desenvoluparà un carcinoma de cèl·lules escatoses de l'esòfag, però no és clar si les membranes esofàgiques en si mateixes siguin un factor de risc.
Les membranes esofàgiques s'associen amb malalties ampul·lars (com ara epidermòlisi ampul·lar, pèmfig i pemfigoide ampul·lar), amb la malaltia de l'empelt contra l'hoste quant implica l'esòfag, i amb la malaltia celíaca.

## Diagnòstic
La prova diagnòstica preferida és un ènema de bari, però també l'esofagogastroscòpia.

## Tractament
Les membranes i els anells esofàgics es poden tractar amb dilatació endoscòpica.